# Ossenbeck (Wupper)
| Zuläufe und Bauwerke \| Ossenbeck \| Ossenbeck \| Ossenbeck \| \| -------------------- \| --------- \| -------------- \| \| Legende \| \| \| \| Wuppertal \| \| Wuppertal \| \| \| \| \| \| Zulauf \| \| \| \| \| \| \| \| \| \| \| \| \| \| \| \| \| \| Hoffnungsbecke \| \| \| \| Dalster \| \| Landesstraße 70 \| \| Kiesbergtunnel \| \| Düsseldorf–Elberfeld \| \| \| \| \| \| \| \| Bundesstraße 7 \| \| \| \| Wupper \| \| \| |  |                |
| Ossenbeck |  |                |
| Legende |  |                |
| Wuppertal |  | Wuppertal      |
| |  |                |
| Zulauf |  |                |
| |  |                |
| |  |                |
| |  |                |
| |  | Hoffnungsbecke |
| |  | Dalster        |
| Landesstraße 70 |  | Kiesbergtunnel |
| Düsseldorf–Elberfeld |  |                |
| |  |                |
| Bundesstraße 7 |  |                |
| Wupper |  |                |

Die Ossenbeck ist ein linker Zufluss der Wupper im Stadtbezirk Elberfeld-West der nordrhein-westfälischen Großstadt Wuppertal.

## Lage und Topografie
Die Ossenbeck entspringt auf 239 m ü. NN bei der Kleingartenanlage und Ortslage In den Stöcken am  Friedrichsberg im gleichnamigen Wohnquartier. Es fließt in Richtung Norden, wird in zwei Teichen gestaut und fließt unterhalb der Straßen Viehhofstraße, Güterstraße, Arrenberger Straße und Senefeldstraße verdolt am östlichen Portal des Kiesbergtunnels vorbei durch das Wohnquartier Arrenberg zur Wupper, wo sie nach ca. 1,9 Kilometern auf 139 m ü. NN mündet. Dabei unterquert die Ossenbeck die Bahnstrecke Düsseldorf–Elberfeld und die Bundesstraße 7.
Der Bach gab der Ortslage Ossenbeck seinen Namen. Die Ortslage Im Siepen am Bach ging in den 1920er Jahren ab.